# Vanha Kirkkosaari (ö i Suomussalmi)
Vanha Kirkkosaari är en liten ö i Kiantajärvisjön i Finland. Den ligger i sjön Kiantajärvi och i den ekonomiska regionen  Kehys-Kainuu  och landskapet Kajanaland, i den centrala delen av landet, 600 km norr om huvudstaden Helsingfors. Öns area är 3,6 hektar och dess största längd är 280 meter i öst-västlig riktning.